# Барон Каслмейн

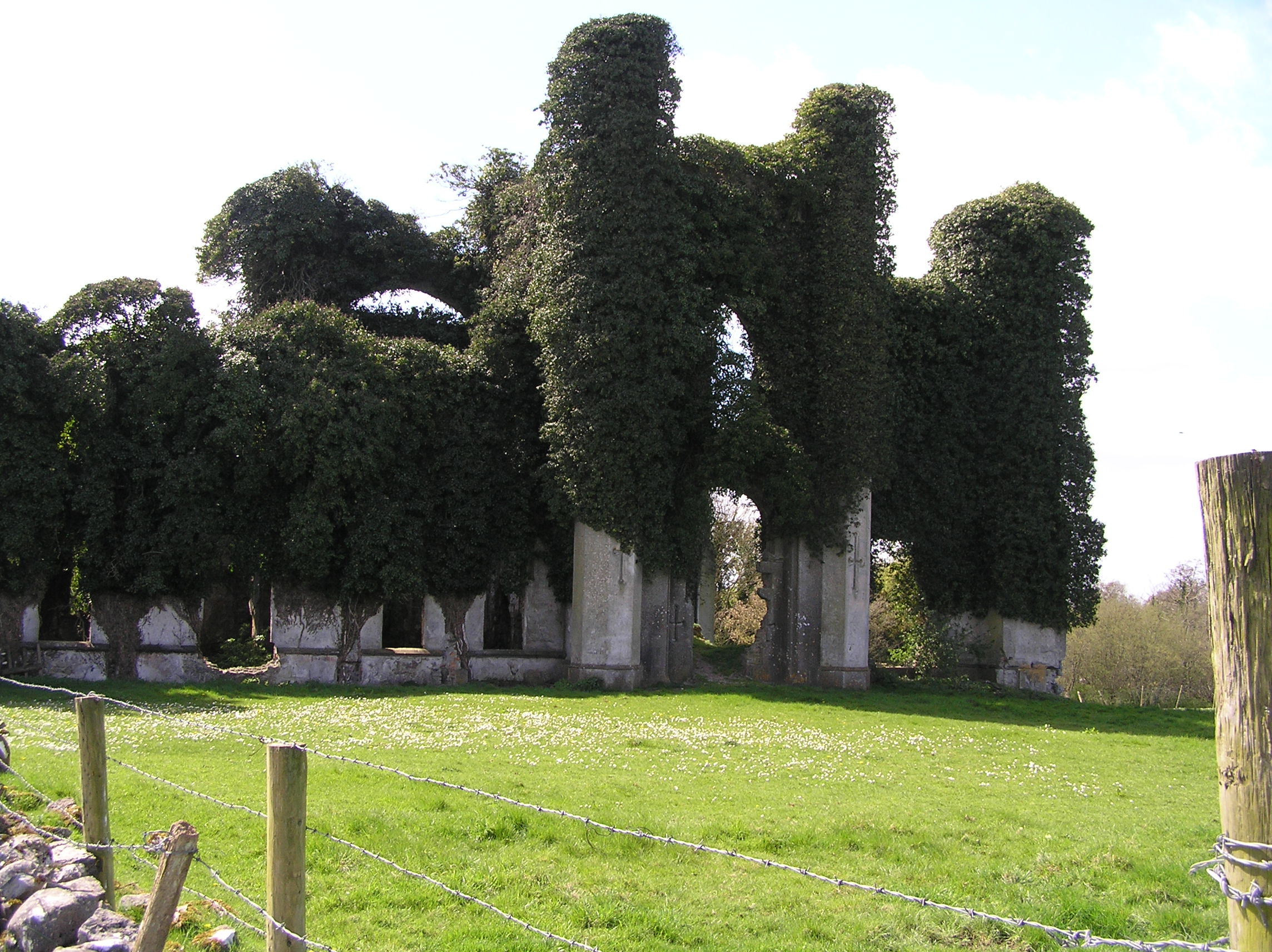
Замок Мойдрум, бывшая резиденция баронов Каслмейн

Барон Каслмейн из замка Мойдрум в графстве Уэстмит — наследственный титул в системе Пэрства Ирландии. Он был создан 24 декабря 1812 года для Уильяма Хэндкока (1761—1839), с правом наследования для его младшего брата Ричарда Хэндкока. Уильям Хэндкок представлял Атлон в Ирландской Палате общин (1783—1801) и Атлон в Палате общин Великобритании (1801—1803) и служил в качестве губернатора графства Уэстмит. 12 января 1822 года для него был создан титул виконта Каслмейна в системе Пэрства Ирландии, с правом наследования для его мужских потомков.
После смерти бездетного лорда Каслмейна в 1839 году титул виконта прервался, баронский титул унаследовал его младший брат, Ричард Хэндкок, 2-й барон Каслмейн (1767—1840). Он также представлял Атлон в Ирландской Палате общин (1800—1801). Его сын, Ричард Хэндкок, 3-й барон Каслмейн (1791—1869), был также депутатом Палаты общин от Атлона (1826—1832) и заседал в Палате лордов в качестве ирландского пэра-представителя (1841—1869). Его преемником стал его старший сын, Ричард Хэндкок, 4-й барон Каслмейн (1826—1892). Он также был ирландским пэром-представителем в Палате лордов Великобритании (1874—1892) и лордом-лейтенантом Уэстмита (1888—1892).
После его смерти титул перешел к его сыну, Альберту Эдварду Хэндкоку, 5-му барону Каслмейну (1863—1937). Он был ирландский пэром-представителем в Палате лордов (1898—1937) и лордом-лейтенантом Уэстмита (1899—1937). После смерти его младшего брата, Роберта Артура Хэндкока, 6-го барона Каслмейна (1864—1954), эта ветвь семьи угасла. Его преемником стал его двоюродный брат, Джон Майкл Шомберг Стейвли Хэндкок, 7-й барон Каслмейн (1904—1973). Он был внуком достопочтенного Роберта Джона Хэндкока, второго сына третьего барона. По состоянию на 2014 год носителем титула являлся его сын, Роланд Томас Джон Хэндкок, 8-й барон Каслмейн (род. 1943), который стал преемником своего отца в 1973 году.
Семейная резиденция — замок Мойдрум, рядом с городом Атлон, графство Уэстмит.

## Виконты Каслмейн (1822)
- 1822—1839: Уильям Хэндкок, 1 й виконт Каслмейн[англ.] (28 августа 1761 — 7 января 1839), старший сын его высокопреподобия Ричарда Хэндкока (ум. 1791)[1].

## Бароны Каслмейн (1812)
- 1812—1839: Уильям Хэндкок, 1-й виконт Каслмейн, 1-й барон Каслмейн[англ.] (28 августа 1761 — 7 января 1839), старший сын его высокопреподобия Ричарда Хэндкока (ум. 1791)[1]
- 1839—1840: Ричард Хэндкок, 2-й барон Каслмейн[англ.] (14 мая 1767 — 18 апреля 1840), младший брат предыдущего[2]
- 1840—1869: Ричард Хэндкок, 3-й барон Каслмейн[англ.] (17 ноября 1791 — 4 июля 1869), сын предыдущего[3]
- 1869—1892: Ричард Хэндкок, 4-й барон Каслмейн[англ.] (25 июля 1826 — 26 апреля 1892), старший сын предыдущего[4]
- 1892—1937: Альберт Эдвард Хэндкок, 5-й барон Каслмейн[англ.] (26 марта 1863 — 6 июля 1937), второй сын предыдущего[5]
- 1937—1954: Роберт Артур Хэндкок, 6-й барон Каслмейн (19 апреля 1864 — 31 мая 1954), третий сын 4-го барона, младший брат предыдущего[6]
- 1954—1973: Джон Майкл Шомберг Стэйвли Хэндкок, 7-й барон Каслмейн (10 марта 1904 — 31 июля 1973), единственный сын Роберта Джона Хэндкока (1860—1951), внук достопочтенного Роберта Джона Хэндкока (1830—1902), правнук 3-го барона Каслмейна[7]
- 1973 — настоящее время: Подполковник Роланд Томас Джон Хэндкок, 8-й барон Каслмейн (род. 22 апреля 1943), единственный сын предыдущего[8]
  - Наследник титула: достопочтенный Ронан Майкл Хэндкок (род. 27 марта 1989), единственный сын предыдущего[9].